# Offenbach am Main
Offenbach je město v německé spolkové zemi Hesensko. Žije zde přibližně 135 tisíc obyvatel. Offenbach byl v minulosti významným kožedělným střediskem, nyní je především centrem průmyslového designu. Sídlí zde také Německá meteorologická služba.
Leží na levém břehu řeky Mohan východně od Frankfurtu, je součástí jeho aglomerace. Jižní část katastrálního území je zalesněna, městský les má plochu 1 252 hektarů a vrch Schneckenberg dosahuje výšky 166 metrů, zatímco nejnižší bod na hladině Mohanu je 97 metrů nad mořem. Kromě historického centra má Offenbach devět dalších městských částí.

## Historie
Archeologické nálezy dokládají existenci osídlení již v době římské. Současný Offenbach vznikl jako malá vesnice patrně ve druhé polovině 6. století. Původ názvu není zcela objasněn.
Rozvoj Offenbachu započal po roce 1466, kdy jej získal rod hrabat z Issenburgu. Ti zde v 16. století vybudovali renesanční zámek, který se stal jejich rezidencí. V 16. století zde byla zavedena reformace. Po ediktu nantském přijali Issenburgové do Offenbachu velké množství francouzských hugenotů, což přineslo rozvoj řemesel. Také sem přesunulo svá řemesla mnoho řemeslníků z Frankfurtu, kde platila přísná cechovní omezení. Issenburská rezidence také žila kulturním děním, častokrát sem zavítal Johann Wolfgang Goethe, který se zde zamiloval do Lili Schönemannové. Také tu byli hosty Wolfgang Amadeus Mozart a Niccolò Paganini, žila zde Sophie von La Roche. Okolo roku 1800 zde pobýval Alois Senefelder, který tu vynalezl litografii.
V roce 1815 ztratil Karel z Isenburgu pro svoji blízkost k Napoleonovi vládu nad Offenbachem. Podle Vídeňského kongresu připadl rakouskému císařství, to jej však záhy postoupilo Hesensko-darmstadtskému velkovévodství. To zavedlo v roce 1828 celní unii s Pruskem, což pro Offenbach znamenalo konkurenční výhodu oproti Frankfurtu. V 19. století se rozvíjela především výroba koženého zboží.
V roce 1888 byl zde navrtán pramen minerální vody pojmenovaný na počest 99 dní vládnoucího císaře Fridricha III., tato voda pro svoji slanost však dnes již není využívána. Roku 1917 byla dokončena budova vysoké školy užitých umění, která je dodnes významným centrem designu.
Na Velký pátek roku 1919 se zdejší komunisté pokoušeli provést převrat a obsadit kasárna, přičemž bylo zabito 17 osob. Roku 1920 byl Offenbach po dobu jednoho měsíce obsazen francouzskými vojsky.
Za druhé světové války bylo zničeno 36 % staveb ve městě, řada dalších historických domů byla zbořena při přestavbě města v 50. letech 20. století. Roku 1954 překročil Offenbach hranici 100 000 obyvatel. V 70. letech musel Offenbach jako jedno z prvních měst čelit strukturální proměně průmyslu, když zde zanikla kožedělná výroba. Offenbach těžil především z blízkosti Frankfurtu, v 90. letech byl napojen na síť jeho S-Bahnu.

## Památky
Offenbach má 403 chráněných památek, z toho 29 se týká větších památkových celků. Celkem je zde tak na 1 600 chráněných staveb.
Obraz města byl výrazně ovlivněn hugenotským prvkem, řada domů v městském centru má typické francouzské mansardové střechy.
Největší památkou ve městě je Issenburský zámek, je považován za jeden z nejvýznamnějších renesančních komplexů na sever od Alp, byť byl několikrát přestavěn. V současnosti je ve vlastnictví hesenské země a sídlí zde zmíněná vysoká škola užitých umění.
Druhý zámek ve městě se nachází ve čtvrti Rumpenheim. Jeho počátky sahají do 17. století, hlavní stavební aktivita zde probíhala na konci 18. století. Rumpenheim již nepatřil Issenburgům, zdejší zámek byl rezidencí hrabat z Hanau a posléze hesensko-kaselských hrabat.

## Náboženství
Před reformací příslušel Offenbach k mohučské arcidiecézi. V 16. století byla zde nejprve zavedena luterská reformace, pak se však Issenburgové přiklonili ke kalvinismu. Teprve v roce 1634 bylo luteránům opět umožněno působit ve městě a od roku 1798 se zde mohly konat i katolické bohoslužby. V roce 1848 byly obě protestantské konfese sloučeny do hesensko-nassauské evangelické církve.
V roce 1845 zde vzniklo německo-katolické hnutí, které se později proměnilo v obec svobodného náboženství. Z křesťanských církví zde působí ještě řecká pravoslavná církev (největší její obec v Německu), starokatolická církev či novoapoštolská církev.
V 19. století zde byla tisícičlenná židovská komunita, z níž do roku 1939 zbylo přes 500 členů, většina z nich nepřežila druhou světovou válku, přesto byla po válce obnovena a nyní má již opět 1 000 členů.
Nejnověji se zde také ustanovilo několik muslimských komunit.

## Doprava
Územím města prochází dálnice A3, která se zde kříží s dálnicí A 661.
První železnice byla zprovozněna v roce 1848 z Frankfurtu do Offenbachu. Poté, co roku 1873 byla zprovozněna železniční trať z Frankfurtu do Bebry, zůstala původní trať pouze místní drahou a roku 1955 byla zrušena. Na trati do Bebry vzniklo hlavní nádraží, tehdy docela daleko od města a později několik dalších stanic a zastávek. Nyní v Offenbachu nestaví téměř žádné dálkové vlaky. S-Bahn má na území města vlastní trať, která prochází centrum města tunelem zprovozněným v roce 1995 (částečně sleduje průběh zrušené místní dráhy) s několika podzemními stanicemi.
Offenbach měl jeden z nejstarších tramvajových provozů na světě, již roku 1884 zde zahájila provoz elektrická tramvaj s metrovým rozchodem. Později byla přestavěna na normální rozchod a spojena s frankfurtskou tramvajovou sítí. Tramvajový provoz ve městě byl zrušen roku 1967, od té doby končí tramvaje na hranicích města, kde se přestupuje na autobusy.
Ačkoliv po Mohanu prochází jedna z hlavních evropských vodních cest, zdejší přístav má jen malý význam a uvažuje se o jeho zrušení.

## Rivalita mezi Offenbachem a Frankfurtem
Tak jako mezi jinými sousedními městy, panuje i mezi Offenbachem a Frankfurtem rivalita. V tomto případě je i historicky podmíněná. Zatímco Offenbach byl kalvinistický, Frankfurt byl luteránský. V 18. a na počátku 19. století se v Offenbachu rozvíjely manufaktury, zatímco Frankfurt se orientoval na velkoobchod. Teprve po pruské anexi Frankfurtu (1866) se i ten stal průmyslovým městem a začal se prudce rozvíjet, na začátku 20. století se mohly do něj začlenit sousední pruské obce. Teprve od roku 1945 není hranice mezi oběma městy současně také zemskou hranicí.
Ve sportu byla tato rivalita vyjádřena především fotbalovými derby mezi kluby Kickers Offenbach a Eintracht Frankfurt, ovšem od roku 1984, kdy Offenbach sestoupil z Bundesligy (nyní je až v Regionallize, tj. čtvrté lize) už k nim nedochází tak často.

## Partnerská města
- Esch-sur-Alzette, Lucembursko, 1956
- Jang-čou, Čína, 1997
- Kawagoe, Japonsko, 1983
- Kőszeg, Maďarsko, 1995
- Mödling, Rakousko, 1956
- Orel, Rusko, 1988
- Puteaux, Francie, 1955
- Rivas, Nikaragua, 1988
- Saint-Gilles, Belgie, 1956
- Tower Hamlets, Spojené království, 1956
- Velletri, Itálie, 1957
- Zemun, Srbsko, 1956